# سولو ليفلينغ
سولو ليفلينغ (باليابانية: 俺だけレベルアップな件، بالروماجي: Ore dake Reberuappu na Ken) (بالكوريا나 혼자만 레벨업,Na Honjaman) (بالإنجليزية: Solo Leveling) هي سلسلة مانغا ويب ‏
نشرت على موقع كاكاو بيج [الإنجليزية] منذ 25 يوليو 2016 حتى 18 أبريل 2018، وتكونت من 14 مجلدا. ثم نشرت مانغا أخرى تابعة لها منذ1 يناير عام 2019 1 يناير عام 2021، وتكونت من 1 مجلد. أنتجت إلى مسلسل أنمي ياباني من إخراج شونسوكي ناكاشيغي، ومن إنتاج أيه-1 بكتشرز، عرض الأنمي في 7 يناير عام 2024، وتكون من21 حلقة وهو مستمر حتى الآن.

## القصة
تدور أحداث القصة في عالم تظهر فيه بوابات من بعد آخر حيث يجب على البشر الذين يملكون قدرات سحرية ، محاربة الوحوش القاتلة داخل زنزانات، لحماية الجنس البشري من الإبادة الحتمية، سونغ جين وو هو صياد منخف القدرات يجد نفسه في صراع لا نهاية له من تأمين العلاج لوالدته المريضة من أجل البقاء أيضا.

## الشخصيات

### عائلة سانغ
- سونغ جين وو / شون ميزوشينو (باليابانية: 水篠 旬، بالروماجي: Mizushino Shun) (성진우)

أداء صوتي: تابتو بان ‏
- جومغ جين ها / آوي ميزوشينو (باليابانية: 水篠 葵، بالروماجي: Mizushino Aoi) (유진호)

أداء صوتي: هارونا ميكاوا
- سونغ هوان / جونيتشيرو ميزوشينو (باليابانية: 水篠 ジュンイチロー، بالروماجي: Mizushino Jun'ichirō) (성진아)

- يو جين هو / نينتا موروبيشي (باليابانية: 諸菱 賢太، بالروماجي: Morobishi Kenta)

أداء صوتي: غينتا ناكامورا (박경혜)
أداء صوتي: رينا أويدا
- تشا هي ني / شيزوكو كوساكا (باليابانية: 向坂 雫، بالروماجي: Kōsaka Shizuku)

### جيش الظل
كاراغالاغان / توسكا
أداء صوتي: كينتا مياكي
أرون / كيم شول
أداء صوتي: تشيكاهيرو كوباياشي

### الصيادين

#### الصيادين من الفئة إس
غو غان هي / كيومي غوتو (باليابانية: 後藤 清臣، بالروماجي: Gotō Kyoomi) (고건희)
أداء صوتي: بانجو غينغا
بيك يوهو / تايغا شيراكاوا (باليابانية: 白川 大虎، بالروماجي: Shirakawa Taiga)
أداء صوتي: هيروكي توتشي
تشو جونغ ني / شين ماغامي(باليابانية: 最上 真، بالروماجي: Mogami Shin)
أداء صوتي: تشيكاهيرو كوباياشي
تشوي جونغ إين / ماساتو أوكيو (باليابانية: 右京 将人، بالروماجي: Ukyo Masato) / (최종인)
أداء صوتي: جونيتشي سوابي

#### شخصيات أخرى
لي جو هي (باليابانية: 観月 絵里، بالروماجي: Mizuki Eri) (이주희)
أداء صوتي: رينا هونيزومي [الإنجليزية]
وو جين تشول آكيرا إينوكاي (باليابانية: 犬飼 晃، بالروماجي: Inukai Akira) (우진철)
أداء صوتي: ماكوتو فوروكاوا
إيسيل راديدو (에실 라디루)
أداء صوتي: ريهو سوغياما [الإنجليزية]

## الجوائز والترشيحات
| قائمة الجوائز والترشيحات | قائمة الجوائز والترشيحات | قائمة الجوائز والترشيحات               | قائمة الجوائز والترشيحات | قائمة الجوائز والترشيحات | قائمة الجوائز والترشيحات |
| السنة                    | الجائزة                  | الفئة                                  | المستلم                  | النتيجة                  | م.                       |
| ------------------------ | ------------------------ | -------------------------------------- | ------------------------ | ------------------------ | ------------------------ |
| 2025                     | جوائز كرانشي رول للأنمي  | أنمي العام 2025                        | سولو ليفلينغ             | فوز                      | [ 7 ]                    |
| 2025                     | جوائز كرانشي رول للأنمي  | أفضل سلسلة أنمي جديدة                  | سولو ليفلينغ             | فوز                      | [ 7 ]                    |
| 2025                     | جوائز كرانشي رول للأنمي  | أفضل تحريك                             | سولو ليفلينغ             | رُشِّح                      | [ 7 ]                    |
| 2025                     | جوائز كرانشي رول للأنمي  | أفضل أنمي آكشن                         | سولو ليفلينغ             | فوز                      | [ 7 ]                    |
| 2025                     | جوائز كرانشي رول للأنمي  | أفضل شخصية رئيسية                      | سونغ جينوو               | فوز                      | [ 7 ]                    |
| 2025                     | جوائز كرانشي رول للأنمي  | أفضل أغنية أنمي                        | سولو ليفلينغ             | رُشِّح                      | [ 7 ]                    |
| 2025                     | جوائز كرانشي رول للأنمي  | أفضل موسيقى تصويرية                    | هيرويوكي ساوانو          | فوز                      | [ 7 ]                    |
| 2025                     | جوائز كرانشي رول للأنمي  | أفضل شارة بداية لأنمي                  | سولو ليفلينغ             | رُشِّح                      | [ 7 ]                    |
| 2025                     | جوائز كرانشي رول للأنمي  | أفضل شارة نهاية لأنمي                  | سولو ليفلينغ             | فوز                      | [ 7 ]                    |
| 2025                     | جوائز كرانشي رول للأنمي  | أفضل أداء صوتي - الإنجليزية            | أليكس لي                 | فوز                      | [ 7 ]                    |
| 2025                     | جوائز كرانشي رول للأنمي  | أفضل اداء صوتي - البرتغالية البرازيلية | تشارلز إمانويل           | فوز                      | [ 7 ]                    |
| 2025                     | جوائز كرانشي رول للأنمي  | أفضل اداء صوتي - الهندية               | راجيش شوكلا              | رُشِّح                      | [ 7 ]                    |
| 2025                     | جوائز كرانشي رول للأنمي  | أفضل أداء صوتي - القشتالية الأسبانية   | ماسومي موتسودا           | فوز                      | [ 7 ]                    |

## وصلات خارجية
- سولو ليفلينج على موقع ميوزك برينز (الإنجليزية)
- سولو ليفلينج على موقع ميوزك برينز (الإنجليزية)
- سولو ليفلينج على موقع ANN manga (الإنجليزية)